# دانشگاه الاسرا
دانشگاه الاسرا (به عربی: جامعة الإسراء) یک دانشگاه در اردن است که در امان واقع شده‌است.